# Pablo Nicolás Caballero
Pablo Nicolás Caballero Santos, noto semplicemente come Pablo Caballero (Totoras, 21 luglio 1986), è un calciatore argentino, attaccante svincolato.

## Carriera
Nato a Totoras, Santa Fe, Pablo Caballero si è laureato più volte campione nei vari settori giovanili del Racing Club de Avellaneda. Ha fatto il suo debutto da professionista, nella massima divisione argentina, il 24 novembre 2007, in un pareggio interno 0-0 contro l'Independiente.
Caballero ha segnato il suo primo gol da professionista il 28 settembre 2008, e segna l'ultimo gol della sua squadra nel pareggio esterno per 3-3 contro il River Plate. Ha collezionato 29 presenze, segnando tre gol.
Il 26 luglio 2010 viene ceduto in prestito al Tigres, in Argentina. Dopo un altro periodo di prestito al Guaraní, torna al Racing Club de Avellaneda, senza mai lasciare il segno.
Nell'estate del 2012 si accasa in seconda divisione argentina, all'Almirante Brown. Dopo aver ben figurato e segnato con regolarità, si trasferisce nella massima competizione cinese, la Chinese Super League, al Qingdao Jonoon per 550.000 euro.
Nel gennaio 2014 torna in patria, firmando per il Ferro Carril Oeste. Il 30 gennaio 2015 approda nella seconda divisione spagnola al CD Lugo.
Il 17 luglio 2017, da svincolato firma un contratto biennale con l'UD Almería ancora in seconda divisione spagnola.
Dopo una stagione con l'FC Cartagena, si trasferisce in Italia nell'ottobre 2020 firmando un contratto per il Football Club Messina, squadra che milita nella Serie D italiana, disputando per la prima volta nella sua carriera un campionato tra i dilettanti.